# 中国四大名酒
中国四大名酒是指1952年在中国北京举行全国名酒评选選出的四大名酒，其中白酒乃汾酒、茅台酒、泸州老窖、西凤酒。
1952年9月，中国专卖实业总公司主持第一届全国评酒会，对预先筛选出的103种产品酒样进行品评。酿造专家、评酒专家和学者从中选出八种国家级名酒，四种白酒为汾酒、茅台酒、西凤酒、泸州老窖特曲酒。此后在1963年、1978年、1983年和1989年，又举办了第二、三、四、五届全国评酒会。累计评选出30种名酒（白酒17种），93种全国优质酒（白酒53种）。